# Els Hostalets (Ribera del Ondara)
Els Hostalets es una entidad de población española del municipio de Ribera del Dondara, perteneciente a la provincia de Lérida, en la comunidad autónoma de Cataluña. En 2022, la entidad singular de población tenía empadronados 79 habitantes y el núcleo de población, los mismos.